# Balançoire en feu
Balançoire en feu è il settimo album dei Malicorne, pubblicato dalla Elektra Records nel 1981.

## Tracce
Lato A
1. Balançoire en feu – 5:51 (Étienne Roda-Gil (testi), Olivier Zdrzalik (musica))
2. Vive la lune – 4:55 (Étienne Roda-Gil (testi), Hughes De Courson (musica))
3. Paysans sans peur – 1:15 (Étienne Roda-Gil (testi), Gabriel Yacoub (musica))
4. Chantier d'eté – 4:48 (Étienne Roda-Gil (testi), Olivier Zdrzalik (musica))
5. Dans la rivière – 4:38 (Étienne Roda-Gil (testi), Gabriel Yacoub (musica))

Lato B
1. Soldat de la république – 5:01 (Étienne Roda-Gil (testi), Gabriel Yacoub (musica))
2. Petite Oasis – 3:49 (Étienne Roda-Gil (testi), Gabriel Yacoub (musica))
3. Beau Charpentier – 1:12 (Étienne Roda-Gil (testi), Gabriel Yacoub (musica))
4. Quand le cyprés – 5:04 (Étienne Roda-Gil (testi), Gabriel Yacoub (musica))
5. Le Couteau blond – 3:52 (Hughes De Courson (testi), Olivier Zdrzalik (musica))
6. Balançoire en feu (Reprise) – 0:46 (Étienne Roda-Gil (testi), Olivier Zdrzalik (musica))

## Musicisti
- Gabriel Yacoub - chitarra acustica, chitarra elettrica, mandoloncello, performer (gizmo), autoharp, voce
- Marie Yacoub - dulcimer acustico, dulcimer elettrico, percussioni, voce
- Hughes De Courson - pianoforte, sintetizzatore, organo, glockenspiel, voce, produttore
- Olivier Zdrzalik - basso, pianoforte elettrico, clavinet, sintetizzatore, campane tubolari, voce
- Patrick Le Mercier - violino, cornamuse, chitarra elettrica
- Jean-Pierre Arnoux - batteria, percussioni, vibrafono (kigophone)

Ospiti
- Richard Galliano - accordion, bandoneón
- Ivan Lantos - cornamuse bulgare, flauto (kaval)
- Gilbert Viatge - clarinetto
- Romain Mayoral - clarinetto
- Bertrand Da Rin - pianoforte (brani: B3 e B5)
- Jim Cuomo - sassofono
- Alain Hatot - sassofono soprano
- Martial Prost - corno inglese
- Michel Camicas - trombone
- Rémy Vasseur - trombone
- Michel Bourzeix - xilofono
- Régis Dupré - conduttore strumenti a fiato
- Veronique Harvey - accompagnamento vocale
- Bruno Coulais - arrangiamenti (brano: B5)